# Borut (Cerovlje)
Pour les articles homonymes, voir Borut.
Borut (en italien : Borutto) est une localité de Croatie située en Istrie, dans la municipalité de Cerovlje, dans le comitat d'Istrie. En 2001, la localité comptait 232 habitants.

## Démographie
| 1948 | 1953 | 1961 | 1971 | 1981 | 1991 | 2001 |
| ---- | ---- | ---- | ---- | ---- | ---- | ---- |
| 384  | 360  | 345  | 323  | 247  | 222  | 232  |